# پروسوس
پروسوس (انگلیسی: Prosus) شرکت فناوری اطلاعات هلندی است.